# Mike McGlone
Mike McGlone, właściwie Michael McGlone (ur. 10 sierpnia 1972 w White Plains, stan Nowy Jork) – amerykański aktor, piosenkarz i pisarz.

## Życiorys
Jest najmłodszym z trojga synów, ma starszego brata Josepha i młodszego Patricka. Dorastał w White Plains, w stanie Nowy Jork. Debiutował na kinowym ekranie w dramacie komediowym Edwarda Burnsa Piwne rozmowy braci McMullen (The Brothers McMullen, 1995). W 1995 roku występował także na nowojorskiej scenie Ensemble Studio Theatre’s Octoberfest jako John Dillinger w spektaklu Dobranoc, Wiedeń (Goodnight, Vienna). Zabłysnął potem w komediach – Małpa na boisku (Ed, 1996) z Mattem LeBlanc i Ta jedyna (She’s the One, 1996) Edwarda Burnsa u boku Jennifer Aniston i Cameron Diaz. Zagrał postać powiązanego z mafią Richiego La Cassy, przyjaciela z dzieciństwa policjanta w kryminale sensacyjnym Twardy glina (One Tough Cop, 1998) z udziałem Stephena Baldwina, Chrisa Penna i Giny Gershon. W thrillerze Kolekcjoner kości (The Bone Collector, 1999) z Denzelem Washingtonem i Angeliną Jolie wystąpił jako detektyw Kenny Solomon. Pojawił się serialu CBS Żarty na bok (That’s Life, 2000–2002) jako Pat MacClay. W komedii Losy (Fortunes, 2005) został zaangażowany do głównej roli Jamesa Daugherty’ego.
Karierę filmową połączył z karierą muzyczną i literacką. Nagrał dwie płyty – Hero (1999) i To Be Down (2003). Jest także autorem nowel – Marcus Cear i Cobb oraz wierszy – Two Thousand Six, Dreaming..., Regalo i Appreciation. Był narratorem powieści: Cal, And All the Roses Dying, Dice i Hourigan’s Song.